# Chromogobius
Chromogobius is een geslacht van straalvinnige vissen uit de familie van grondels (Gobiidae). Het geslacht is voor het eerst wetenschappelijk beschreven in 1931 door de Buen.

## Soorten
- Chromogobius britoi Van Tassell, 2001
- Chromogobius quadrivittatus (Steindachner, 1863)
- Chromogobius zebratus (Kolombatovic, 1891)